# Charles Blanc (résistant)
Pour les articles homonymes, voir Charles Blanc (homonymie) et Blanc (homonymie).
Charles Clément Blanc (né le 3 mars 1904 à Saint-Félix, mort fusillé le 7 avril 1944 à Lyon) est un hôtelier, guide de montagne et résistant français.

## Biographie
Gérant d'un hôtel au col des Aravis, en Haute-Savoie, Charles Blanc est guide de haute montagne à Saint-Gervais-les-Bains et moniteur de ski. Il se marie à Saint-Gervais, le 9 décembre 1926, avec Laurence Viallet. Le couple aura trois filles.
Durant la Seconde Guerre mondiale, il entre en résistance, tout d'abord en recueillant des aviateurs alliés à Frangy (Haute-Savoie) puis, à partir de 1942, dans le passage entre la Haute-Savoie et le département des Pyrénées-Orientales. Il héberge les aviateurs abattus puis les convoie à Perpignan où d'autres résistants (dont  Pierre Cartelet) se chargent de les faire passer en Espagne. Sa femme l'aide dans ces activités clandestines.
Le 25 février 1944, il est arrêté, avec sa femme Laurence, lors d'un de ces convois. Il est torturé à Perpignan, transféré à Lyon où il est jugé, condamné à mort et fusillé le 7 avril 1944.  Laurence Blanc est déportée dans différents camps et libérée du camp de Mauthausen le 21 avril 1945.